# Allan Cyrus
John Ludvig Allan Cyrus, född den 1 augusti 1887 i domkyrkoförsamlingen i Göteborg, Göteborgs- och Bohus län, död den 18 november 1976 i Salems församling, Stockholms län, var en svensk militär (överste) och författare.

## Biografi
Cyrus avlasde studentexamen i Norrköping 1907 och officersexamen 1909. Han blev major 1934, överstelöjtnant 1937, överste 1940 och var lärare vid Kungliga Sjökrigshögskolan 1934–1940. Cyrus var adjutant 1919–1922 och 1931–1935, stabschef 1935–1940 i chefens för kustartilleriet stab samt chef för Vaxholms kustartilleriregemente (KA 1) 1940–1947.
Han var ledamot i krigsundervisningskommissionen 1935–1937, marinens museikommitté 1947–1960 samt grundade Vaxholms fästnings museum och var dess föreståndare från 1947.
Cyrus var medlem av Svenska Frimurare Orden, Par Bricole, De svenska militärens kamratförenings samarbetskommission (sekreterare och skattmästare från 1950), Vapenbröderna (ordförande 1946–1959, hedersordförande 1959) och huvudredaktör för tidningen Borg-Skum 1942–1961. Han invaldes som ledamot av Kungliga Örlogsmannasällskapet 1937 och av Kungliga Krigsvetenskapsakademien 1955. Cyrus genomförde resor i Europa, Asien och Afrika och hade Vaxholmiana, heraldik och resor som hobbies.
Cyrus var son till fabrikören Ludvig Cyrus och Fanny Schwening. Han gifte sig 1915 med Ebba Röhl (född 1891), dotter till lantbrukaren Ernst Röhl och Emma Eriksson. Han var far till Kurt (född 1918) och Hans (född 1919).

## Utmärkelser
- Riddare av Svärdsorden (RSO), 1930[3]
- Kommendör av andra klass av Svärdsorden (KSO2kl), 1943[4]
- Kommendör av första klass av Svärdsorden (KSO1kl), 1947[5]
- Riddare av Vasaorden (RVO), 1935[6]
- Sveriges militära idrottsförbunds silvermedalj (SvmifbSM)[2]
- Kungliga Krigsvetenskapsakademiens silvermedalj (KrVA:s SM)[2]

med flera